# Shirin David
 (juin 2018).
Barbara Shirin Davidavicius, dite Shirin David, est une rappeuse, auteure-compositrice, musicienne, chanteuse, youtubeuse, blogueuse, actrice et entrepreneuse allemande née le 11 avril 1995 à Hambourg.
Connue d'abord en tant que youtubeuse en 2015, elle se tourne rapidement vers le milieu de la chanson, et sort son premier album Supersize en 2019, qui se place en tête des classements en Allemagne.

## Biographie
Barbara Shirin Davidavicius, dite Shirin David, naît en 1995 à Hambourg, d'une mère lituanienne, Erika Davidavičius, et d'un père iranien, qui abandonne la famille rapidement. Elle passe les premières années de sa vie en Lituanie.
Très jeune, elle commence à jouer du piano, puis du violon et du hautbois. Parallèlement, elle prend des cours de danse à l'école de ballet de Hambourg. Par la suite, elle suit une formation pour la jeunesse à l'Académie d'opéra en chant, théâtre et danse. Elle participe également à diverses productions de l'Opéra d'État de Hambourg.
En mars 2014, alors qu'elle vient de déménager à Cologne, elle démarre une chaîne YouTube et gagne rapidement en notoriété, dépassant les 1 million puis 2 millions d'abonnés. Au 30 octobre 2021, elle est la 67e chaîne Youtube la plus suivie en Allemagne avec 2,84 millions d'abonnés, bien qu'elle ne soit plus officieusement youtubeuse.
En 2015, elle a atteint le top 10 des charts single allemand et autrichien avec Ado Kojo avec la chanson Du liebst mich nicht, une reprise de la chanson du même nom de Sabrina Setlur. En février 2016, on a appris qu'elle avait mis fin à son contrat avec le réseau TubeOne Networks avec lequel elle avait construit avec succès sa chaîne YouTube.
En 2017, elle est juré dans la 14e saison de Deutschland sucht den Superstar.
En janvier 2019, elle sort son premier single officiel, Orbit, pour son album Supersize : celui-ci atteint la 5e place des classements allemands. Le mois suivant, elle sort son deuxième single, Gib Him, qui atteint la première place du classement des singles allemands, ainsi que la troisième place en Autriche. Cinq autres singles sortiront courant printemps-été, dont On Off en collaboration avec Maître Gims. Le 20 septembre, l'album sort et atteint rapidement la première place du classement en Allemagne, qu'elle garde pendant 10 semaines. À cette occasion, elle devient la première chanteuse allemande de Hip-Hop à y parvenir. Supersize atteint également la 2e place en Autriche pendant 5 semaines, et la 3e place en Suisse pendant 4 semaines.
En avril 2020, lors du premier confinement lié à la pandémie de Covid-19, elle sort un nouveau single, 90-60-111. Le single atteint la première place des classements en Allemagne et en Autriche, où il reste en tête pendant 9 et 7 semaines.
Fin mai, elle sort Hoes Up G's Down, dont le tournage du clip dans une villa berlinoise a été interrompu par la police de Berlin, en vertu d'une violation des restrictions sanitaires, où 72 personnes étaient présentes. Si le single n'atteint pas le top du classement, il s'agit de la 11e chanson de la chanteuse dans le top 10 en Allemagne.
Le 14 mai 2021, Shirin David sort Ich darf das, le premier single de son deuxième Bitches Brauchen Rap (« Les salopes ont besoin de rap »), dont la sortie est prévue pour le 19 novembre. Comme Gib Him et 90-60-111, Ich darf das se place en tête des classements en Allemagne, et ce pendant 20 semaines. Il est également 2e en Autriche pendant 17 semaines ainsi que 3e en Suisse pendant 8 semaines. Elle devient la première rappeuse allemande à avoir deux singles en tête des classements pendant plus d'une semaine en Allemagne, tandis qu'Ich darf das est également le titre solo d'une rappeuse le plus performant du 21e siècle en Allemagne, hommes et femmes confondus.
Le 2 juillet 2021, elle sort le deuxième single de son futur album, Lieben Wir, qui signe une nouvelle fois l'ascension en tête des classements de la rappeuse, cette fois pendant 15 semaines. Avec ce nouveau succès, l'artiste de 26 ans rentre un peu plus dans l'histoire du Rap Allemand.
En juillet et août 2021, David a également participé à la deuxième saison de l'émission de ProSieben Wer stiehlt mir die Show ?, aux côtés de Joko Wintterscheidt, Bastian Pastewka et Teddy Teclebrhan.
Le 29 octobre 2021, elle sort le troisième single de son deuxième album, Be a Hoe/Break a Hoe, une chanson en collaboration avec la rappeuse allemande Kitty Kat.
Le 19 novembre, son deuxième album Bitches Brauchen Rap sort. Rapidement, David bat des records en ayant son album comme le plus écouté sur les plateformes digitales pour un artiste allemand, hommes et femmes confondus, avec 11,4 millions d'écoutes.

## Vie privée
Elle a une sœur cadette, Pati Valpati. De 2014 à 2018, elle vit à Cologne, avant de déménager à Berlin.

## Animation
- 2017 : Deutschland sucht den SuperStar  (14e saison) : Juge

## Filmographie
- 2015 : Kartoffelsalat – Nicht fragen! de Michael David Pate.
- 2015 : Un prof pas comme les autres 2 de Bora Dagtekin.

## Discographie

### Albums studios
| Titre                | Détails de l'album                                                      | Meilleure position | Meilleure position | Meilleure position |
| Titre                | Détails de l'album                                                      | GER                | AUT                | SWI                |
| -------------------- | ----------------------------------------------------------------------- | ------------------ | ------------------ | ------------------ |
| Supersize            | - Date de sortie : 20 septembre 2019 - Label: Vertigo Berlin, Universal | 1                  | 2                  | 3                  |
| Bitches brauchen Rap | - Date de sortie : 19 novembre 2021 - Label: Vertigo Berlin, Universal  | 3                  | -                  | -                  |

### Singles
| Titre                                  | Année | Position | Position | Position | Certifications                        | Album             |
| Titre                                  | Année | GER      | AUT      | SWI      | Certifications                        | Album             |
| -------------------------------------- | ----- | -------- | -------- | -------- | ------------------------------------- | ----------------- |
| Orbit                                  | 2019  | 5        | 9        | 14       |                                       | Supersize         |
| Gib ihm                                | 2019  | 1        | 3        | 9        | - BVMI: Platinum - IFPI AUT: Platinum | Supersize         |
| Ice                                    | 2019  | 8        | 8        | 28       |                                       | Supersize         |
| Fliegst du mit                         | 2019  | 8        | 9        | 15       |                                       | Supersize         |
| On Off (feat. Maître Gims)             | 2019  | 3        | 5        | 6        | - BVMI : Gold - IFPI AUT : Gold       | Supersize         |
| Brillis                                | 2019  | 4        | 14       | 15       |                                       | Supersize         |
| Nur mit dir (feat. Xavier Naidoo)      | 2019  | 8        | 13       | 11       |                                       | Supersize         |
| 90-60-111                              | 2020  | 1        | 1        | 10       | - IFPI AUT : Gold                     | Non-album singles |
| Hoes Up G's Down                       | 2020  | 6        | 9        | 13       |                                       | Non-album singles |
| Ich darf das                           | 2021  | 1        | 2        | 3        | - BVMI : Gold - IFPI AUT : Gold       | Non-album singles |
| Lieben wir                             | 2021  | 1        | 6        | 6        |                                       | Non-album singles |
| Be a Hoe/Break a Hoe (feat. Kitty Kat) | 2021  | 1        | 7        | 16       |                                       | Non-album singles |
| Schlechtes Vorbild                     | 2021  | 13       | 19       | 16       |                                       |                   |

## Nomination
- Bravo Otto - Social Media Star
- Place To B Award dans la catégorie « YouTube »[15]